# Saint-Julien-de-la-Nef
Saint-Julien-de-la-Nef é uma comuna francesa na região administrativa de Occitânia, no departamento de Gard. Estende-se por uma área de 8,83 km². Em 2010 a comuna tinha 148 habitantes (densidade: 16,8 hab./km²).